# جيسي كارفر
جيسي كارفر (بالإنجليزية: Jesse Carver)‏ (7 يوليو 1911 بليفربول في المملكة المتحدة - 29 نوفمبر 2003 في المملكة المتحدة) هو مدرب كرة قدم ولاعب كرة قدم إنجليزي في مركز قلب الدفاع. لعب مع بلاكبيرن روفرز ونيوكاسل يونايتد.

## وصلات خارجية
- جيسي كارفر على موقع قاعدة بيانات كرة القدم.إي يو (الإنجليزية)
- جيسي كارفر على موقع عالم كرة القدم.نت (الإنجليزية)
- جيسي كارفر على موقع أوليمبيديا (الإنجليزية)